# Ольховка (Островецкий район)

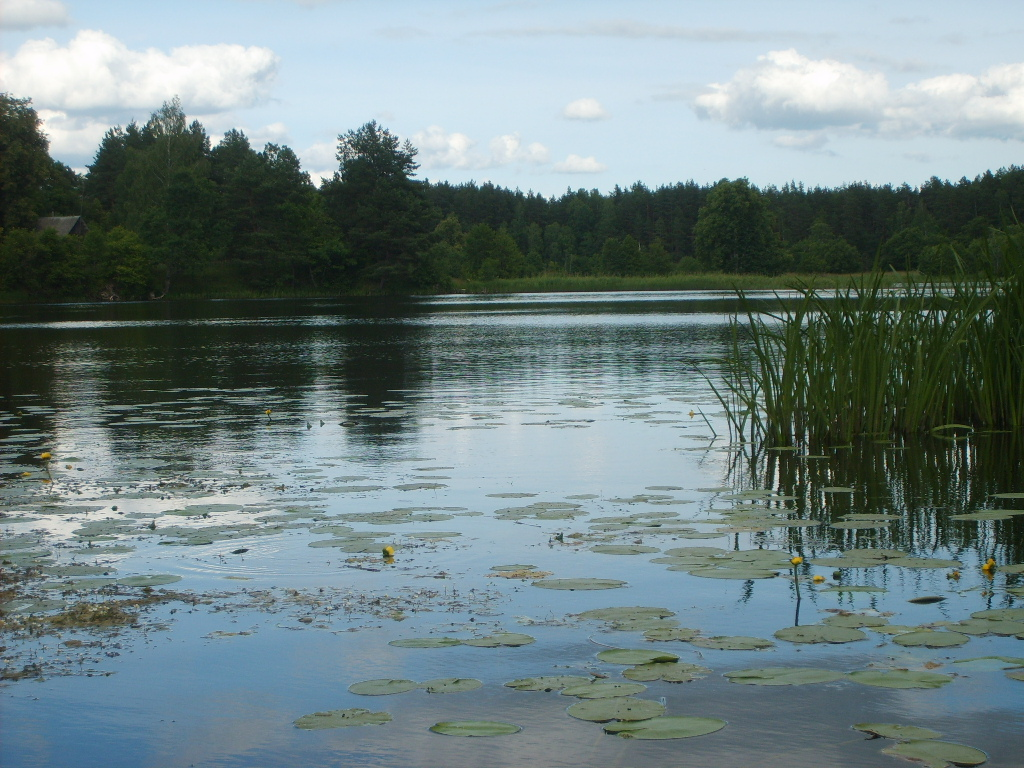
Водохранилище на реке Страча

Ольхо́вка (белор. Альхоўка) — деревня в Михалишковском сельсовете Островецкого района Гродненской области Белоруссии.

## История
В XIX веке являлась небольшой деревней в Вильнюсском уезде Виленской губернии. Во время Отечественной войны 1812 года ольховские крестьяне активно боролись против французов, создав партизанский отряд. На 1897 год в деревне насчитывались всего 1 двор и 11 жителей. В 1905 году численность населения выросла да 16 человек. В 1921 году Ольховка вошла в состав Польши, а с ноября 1939 года — в состав БССР. С 12 октября 1940 года деревня под юрисдикцией Михалишковского сельсовета Островецкого района Вилейской области. В Великую Отечественную войну с конца июня 1941 года до начала июля 1944 года Ольховка оккупирована немецкой армией. 20 сентября 1944 года вошла в состав Молодечненской области. В 1951 году на р. Страча построена плотина, создано Ольховское водохранилище для водоснабжения картонной фабрики «Ольховка». С 20 января 1960 года деревня переходит под контроль Гродненской области. 26 декабря 1962 года переходит сначала в Сморгонский, а с 6 января 1965 года в Островецкий районы.

## Инфраструктура
В Ольховке находится ОАО «Картонная фабрика «Альхоўка», для обеспечения деятельности которой на реке Страча образовано Ольховское водохранилище, работает малая гидроэлектростанция ГЭС «Ольховка».
В населенном пункте работает средняя школа. Каждое лето на базе средней школы проводится методический лагерь учителей физики. 

## Культура
- Дом культуры
- Краеведческий музей «Спадчына» ГУО «Ольховская средняя школа»

## Достопримечательность
- Церковь св. Илии